# بعد الشتاء: ستيرلينج براون
بعد الشتاء: سترلينج براون هو فيلم وثائقي إثيوبي صدر عام 1985 من إخراج هايلي جيريما، ويحكي عن الشاعر الشهير ستيرلينج براون.